# 孔雀 (演員)
孔雀 (Hung Cheuk 孔紫薇，1923年—)，籍貫：廣東省南海縣，原名：孔雪雲 (Hung Suet Wan)，少年時代在香港讀書，15歲時在聯華港廠學習電影技藝，並一度到廣西撮影，之後至廣州公演臀舞（Booty Dance）成名而當交際花，因事離開廣州返回香港在銀月舞廳當舞女。1933年底曾與著名粵劇乾班男花旦謝醒儂合作到上海表演，謝醒儂反串以女妝子喉唱曲；孔雀則跳她擅長的臀舞（Booty Dance）。孔雀在第二次世界大戰後至20世紀60年代的香港電影女明星，拍攝約33齣國語、粵語及廈語電影。

## 賊劫
- 孔雀(孔雪雲)在1950年8月27日(星期日)晚上10時40分，乘車抵達九龍城「南國片場」門前下車後，被歹徒搶去手袋，除損失港幣百餘元及派克墨水筆等物品外，還在糾纏期間被匪徒連擊數拳受傷[4]。

- 1951年，1月23日(星期二)下午4時30，她在九龍尖沙嘴金馬倫道3號地下的住家的車房被兩名持刀匪徒(23歲林錦波及24歲馬其發)刼去派克墨水筆、宇宙牌手表及現金港幣1,000元，總計損失約港幣1,500元[5][6][7]， 香港警察根據九龍上海街98號地下「升昌當押店」夥記甘紹雄的舉報手表而破案，拘捕兩名匪徒林錦波及馬其發，並起回部分贓物[1]。香港高等法院在1951年4月4日(星期三)判決苦工監六年及笞12籐[8]。

## 朋友
孔雀與祖籍北平的臺灣省京劇紅伶李麗非常友好。

## 部分孔雀的電影
1. 《海角紅樓(上集)》(1947年，飾演夏侯露茜)；
2. 《海角紅樓(下集)》(1947年，飾演夏侯露茜)；
3. 《洞房花燭夜》(1947年)；
4. 《新白金龍》(1947年，飾演匪徒)；
5. 《情深恨更深》(1950年，飾演方妃)；
6. 《脂粉生涯》(1950年，飾演王小姐)；
7. 《願郎重吻妾朱唇》(1950年)；
8. 《魔鬼家庭》(1950年，飾演二娘)；
9. 《孤鳳啼痕》(1950年，飾演夏碧茵)；
10. 《擺錯迷魂陣》(1950年，飾演林吉蒂)；
11. 《經紀拉與飛天南》(1950年，飾演林吉蒂)；
12. 《鴛鴦劫》(1950年，飾演梅妻)；
13. 《妒潮》(1950年，飾演藍鳳英)；
14. 《梟巢丹鳳》(1950年，飾演孔紫薇)；
15. 《情天孤雁》(1951年)；
16. 《阿福》(1951年)；
17. 《失魂魚》(1951年，飾演黃花)；
18. 《指天篤地》(1951年)；
19. 《魔宮妖后》(1951年，飾演宮主)；
20. 《銀燈魔影》(1951年)；
21. 《迷宮四妖》(1951年，飾演李梨)；
22. 《佳偶兵戎》(1952年)；
23. 《姊妹花》(1953年)；
24. 《處處喜相逢》(1953年，飾演孔紫薇)；
25. 《漢武帝夢會衛夫人》(1954年)；
26. 《摩登新娘》(1960年，飾演胡佩蘭)。

## 外部連結
- 香港電影資料館：孔雀參演電影的記錄[永久]
- 香港影庫：孔雀 （页面存档备份，存于）
- 抱著嬰兒的孔雀的演出片斷侵犯版權?